# Pachycnema singularis
Pachycnema singularis är en skalbaggsart som beskrevs av Louis Albert Péringuey 1902. Pachycnema singularis ingår i släktet Pachycnema och familjen Melolonthidae. Inga underarter finns listade i Catalogue of Life.